# Billy Momo
Billy Momo är ett svenskt sjumannaband baserat i Stockholm. Bandet har rötter i nutida rock/pop och blandar även influenser från root, blues, folk och americana. Genren har beskrivits som 'urban folk' och de har jämförts med soundet hos en tidig Tom Waits eller Beck.

## Historik
Billy Momo bildades som en duo 2007, bestående av Tomas Juto och Oskar Hovell. Det första albumet Ordinary Men släpptes ursprungligen 2011 och återutgavs 2013, då bandet signat med brittiska etiketten Hype Music.
Bandets andra album, Drunktalk släpptes i februari 2015. Albumet innehåller bland annat singeln "Wishing Ain't No Sin" som användes i förhandstrailern till den amerikanska TV-serien Better Call Saul, både säsong 1 och säsong 2. 
Det tredje albumet, Seven Rivers Wild släpptes 11 november 2016.  
En EP, Umbrellas, Wings And Magic Things, med tre låtar släpptes 3 november 2017.
Den 31 maj 2019 släpptes gruppens fjärde album, Roots & Vision. 

## Medlemmar
- Tomas Juto
- Oskar Hovell
- Tony Lind
- Christopher Broman Tak
- Mårten Forssman
- Andreas Prybil

## Tidigare medlemmar
- Oscar Harryson